# Thunder (canción de Jessie J)
«Thunder» es una canción de la artista británica Jessie J. Fue escrita por Jessie J, Claude Kelly, Benjamin Levin, Tor Erik Hermansen y Mikkel Storleer Eriksen para su segundo álbum de estudio Alive (2013), mientras que la producción fue dirigida por StarGate y Benny Blanco.

## Recepción
El 18 de octubre de 2013, Jessie J anunció que «Thunder» fue elegido para ser el tercer sencillo de Alive y también presentó la carátula mediante Instagram junto a la leyenda: "Mi próximo sencillo en Reino Unido es ..." El 6 de diciembre, el sencillo fue lanzado digitalmente y como un CD, que contenía la versión del álbum de la canción y el remix del productor Erik Arbores de la canción. Tras su lanzamiento, «Thunder» apareció por primera vez en el top 40 del UK Singles Chart en el número 40. Una semana más tarde, subió nueve lugares al número 31, y luego otros trece lugares al número 18 la semana después.

## Vídeo musical
El vídeo musical fue dirigido por Emil Nava. Como su fe cristiana asumió un papel importante en el desarrollo de Alive y «Thunder», se incorporó significativamente en la producción del vídeo. "Es por eso que en el vídeo estoy levitando, esa sensación de ser elevado a la luz", dijo Jessie a The Mirror. El clip la ve demostrar algunos movimientos de baile más clásicos. En ella, se muestra con un peinado corto y rubio recortado y lleva un mono con tonos de piel con bordados negros estratégicamente colocados y una capa negra furtiva. Ella también canaliza una mirada más gótica, con el maquillaje oscuro de los ojos y el lápiz labial rojo oscuro. Jessie levita, baila en la arena y delante de un coche mientras las luces brillan a su alrededor.

## Formatos y remezclas
- EP Digital[5]

| «Thunder» |                                |          |  |
| N.º       | Título                         | Duración |  |
| 1.        | «Thunder» (Full Crate Remix)   | 4:38     |  |
| 2.        | «Thunder» (Erik Arbores Remix) | 5:12     |  |
| 3.        | «Thunder» (Erik Arbores Dub)   | 5:12     |  |
| 4.        | «Thunder» (Instrumental)       | 3:34     |  |

## Posicionamiento en listas

### Semanales
| Australia   | Australian Singles Chart | 100 |
| Escocia     | Scottish Singles Chart   | 16  |
| Irlanda     | Irish Singles Chart'     | 55  |
| Reino Unido | UK Singles Chart         | 18  |